# John Hayes

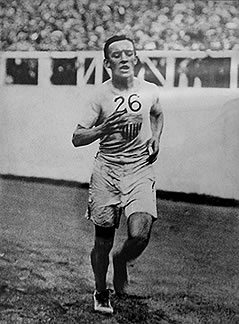
Hayes tijdens de olympische marathon in 1908 in het White City Stadium.

John Joseph (Johnny) Hayes (New York, 10 april 1886 - Englewood, New Jersey, 25 augustus 1965) was een Amerikaanse langeafstandsloper, die was gespecialiseerd in de marathon. Hij werd olympisch kampioen en had het wereldrecord in handen in deze discipline.

## Biografie
In 1906 werd Hayes vijfde op de Boston Marathon. Het jaar erop werd hij derde en won de marathon van Yonkers. In 1908 behaalde hij in Boston een tweede plaats en kwalificeerde zich daarmee voor de Olympische Spelen van 1908 in Londen. Van zijn werkgever Bloomingdale, eigenaar van een groot warenhuis in New York, kreeg Hayes alle gelegenheid om zich op de Spelen voor te bereiden. Zo had deze opdracht gegeven om bij het werk een sintelbaan aan te leggen, waar Hayes in de pauzes en na afloop van het werk kon oefenen. Nadat hij in het Amerikaanse team voor de Spelen was gekozen, kreeg Hayes zelfs betaald verlof.
Op de Spelen van Londen won Hayes de olympische marathon, die voor het eerst op de Olympische Spelen over een afstand van 42,195 km werd gehouden. Overigens was hij niet de eerste die in het White City Stadium de finish bereikte. Die eer komt toe aan de Italiaan Dorando Pietri. Dat gebeurde echter pas, nadat deze in het stadion eerst de verkeerde kant op was gelopen, versuft en aan het einde van zijn krachten enkele malen was gevallen en weer was opgestaan. Na een paar meter voor de finish opnieuw te zijn gevallen, werd Pietri overeind geholpen en door de officials over de finish getrokken, waarna hij in bewusteloze toestand naar het ziekenhuis werd vervoerd. Na protesten van de Amerikanen werd Pietri gediskwalificeerd, en werd John Hayes, die een halve minuut na de Italiaan was binnengekomen, tot winnaar uitgeroepen. Hayes bleek zijn krachten uitstekend te hebben verdeeld en maakte een zeer frisse indruk. De warmte had hem niet gedeerd, zei hij na afloop, 'want ik heb jaren in de bakkerij van mijn vader gewerkt en dan kun je wel tegen een stootje.' En zo werd zijn eindtijd van 2:55.18,4, gelopen op 21 augustus 1908, erkend als het eerste wereldrecordtijd op de marathon. Na afloop van de prijsuitreiking werd Hayes door zijn uitgelaten teamgenoten met zijn prijs, een bronzen beeld, op een tafel het stadion rondgedragen.
De publieke belangstelling was door de commotie rond de diskwalificatie van Pietri en de overwinning van Hayes in Londen zo groot geworden, dat men in de Verenigde Staten op commerciële basis twee 'matches' tussen dit tweetal organiseerde. De eerste vond plaats op 25 in november 1908 in Madison Square Garden. Pietri won met 70 meter voorsprong. Het tweede duel was op 15 maart 1909, opnieuw in New York en weer trok Pietri aan het langste eind.
Hayes, die direct na zijn olympische overwinning in Londen door zijn werkgever was bevorderd tot chef van de afdeling 'Sport en kleding', was vervolgens trainer van de Amerikaanse atletiekploeg op de Olympische Spelen van 1912 en werkte later als sportleraar.

## Titels
- Olympisch kampioen marathon - 1908

## Palmares

### marathon
- 1906: 5e Boston Marathon - 2:55.38,8 (parcours had een lengte tussen 37 en 38,8 km)
- 1907:  Boston Marathon - 2:30.38 (parcours idem als in 1906)
- 1907:  marathon van Yonkers - 2:43.00,6
- 1908:  Boston Marathon - 2:26.04 (parcours idem als in 1906)
- 1908:  OS - 2:55.18,4 (WR)
- 1908:  New York (indoor) - 2:45.05
- 1909:  New York (Madison Square Garden) - onbekende tijd
- 1909:  New York NY - 2:49.27
- 1909:  Chicago - 2:52.51,4
- 1909:  marathon van Seattle - 2:44.05,2
- 1909:  marathon van San Francisco - 2:26.54,6

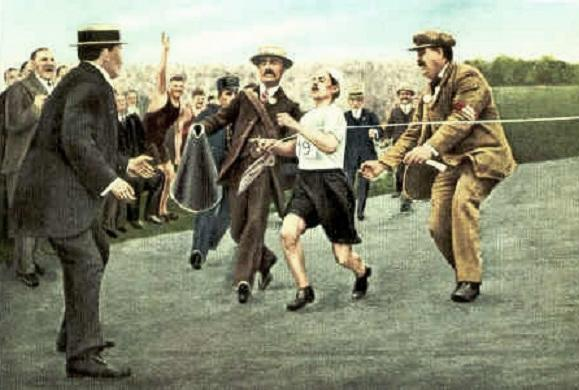
Dorando Pietri tijdens de olympische marathon in 1908.

- 1910:  marathon van San Francisco - 2:41.39

1896: Spiridon Louis ·
1900: Michel Théato ·
1904: Thomas J. Hicks ·
1908: John Hayes ·
1912: Kenneth McArthur ·
1920: Hannes Kolehmainen ·
1924: Albin Stenroos ·
1928: Ahmed Boughéra El Ouafi ·
1932: Juan Carlos Zabala ·
1936: Sohn Kee-chung ·
1948: Delfo Cabrera ·
1952: Emil Zátopek ·
1956: Alain Mimoun ·
1960: Abebe Bikila ·
1964: Abebe Bikila ·
1968: Mamo Wolde ·
1972: Frank Shorter ·
1976: Waldemar Cierpinski ·
1980: Waldemar Cierpinski ·
1984: Carlos Lopes ·
1988: Gelindo Bordin ·
1992: Hwang Young-cho ·
1996: Josia Thugwane ·
2000: Gezahegne Abera ·
2004: Stefano Baldini ·
2008: Samuel Wanjiru ·
2012: Stephen Kiprotich ·
2016: Eliud Kipchoge ·
2020: Eliud Kipchoge ·
2024: Tamirat Tola
- World Athletics: 14991713
- Library of Congress Control Number: n2012021201
- SNAC: w6072nzd
- Virtual International Authority File: 232571459
- WorldCat: E39PBJk947B739JYTHwtfgkVYP